# Nurali Emomali
Nurali Emomali (tadż. Нуралӣ Эмомалӣ ;ur. 8 kwietnia 2002) – tadżycki judoka. Olimpijczyk z Paryża 2024, gdzie zajął siódme miejsce w wadze półlekkiej.
Srebrny medalista mistrzostw świata w 2025 i piąty w 2024; uczestnik zawodów w 2022 i 2023. Brązowy medalista mistrzostw Azji w 2025. Mistrz świata juniorów w 2022 roku. 

## Letnie Igrzyska Olimpijskie 2024
| Konkurencja | Eliminacje              | Eliminacje         | Repasaże                 | Klas. końcowa |
| Konkurencja | Przeciwnik I            | 1/4                | Przeciwnik I             | Miejsce       |
| ----------- | ----------------------- | ------------------ | ------------------------ | ------------- |
| 66 kg       | Baruch Shmailov (ISR) Z | Hifumi Abe (JPN) P | Strahinja Bunčić (SRB) Z | 7.            |